# Losers Revolution
 (octobre 2022).
Si vous disposez d'ouvrages ou d'articles de référence ou si vous connaissez des sites web de qualité traitant du thème abordé ici, merci de compléter l'article en donnant les références utiles à sa vérifiabilité et en les liant à la section « Notes et références ».
Pour plus de détails, voir Fiche technique et Distribution.
Losers Revolution est une comédie belge réalisée par Thomas Ancora et Grégory Beghin, sortie en 2020.

## Synopsis
Simon, Mehdi et Fred, 3 amis d’enfance, sont conviés à l‘enterrement de Juan, un de leurs anciens camarades de classe qui a une dernière volonté : que les garçons prennent leur vengeance à la réunion des anciens en balançant sur ceux qui les martyrisaient ses cendres et créer un mouvement de " révolution des losers " sur les réseaux sociaux. Avec 30 followers, compliqué de créer un buzz. Mais qui de mieux qu’Henry, petit frère de Simon, star de la télé réalité " The real Alpha Belga Boys of Brussels " (qui suit 6 mannequins / Influenceurs dans leur quotidien) et gourou des réseaux sociaux pour les aider à atteindre leur but ? Si ce n’est qu’à un détail près : Henry et Simon se détestent.

## Fiche technique
Sauf indication contraire, les informations mentionnées dans cette section peuvent être confirmées par les bases de données cinématographiques IMDb et Allociné,  présentes dans la section « Liens externes ».
- Titre original : Losers Revolution
- Réalisation : Thomas Ancora et Grégory Beghin
- Scénario : Thomas Ancora
- Musique : n/a
- Décors : Julián Gómez
- Costumes : n/a
- Photographie : Thomas Rentier
- Montage : Soline Guyonneau
- Production : Annabella Nezri
- Société de production : Kwassa Films
- Sociétés de distribution : n/a
- Pays de production :  Belgique
- Langue originale : français
- Format : couleur
- Genre : comédie
- Durée : 89 minutes
- Date de sortie :
  - Belgique: 11 mars 2020 (cinéma) France: Juillet 2023 (Prime Video)

## Distribution
- Clément Manuel : Simon
- Thomas Ancora : Henry
- Kody : Mehdi
- Baptiste Sornin : Fred
- Tania Garbarski : Alison
- Jeanne Sauvat : Tatiana
- Sean D'hondt : le gérant du bar
- Sverre Denis : Sacha
- Alex Vizorek : le notaire
- Pablo Andres : le prêtre
- Fabrizio Rongione : Giuseppe
- Frédéric Clou : Rocco
- Hande Kodja : Mme Persiflanche
- Ambre Grouwels : Aurore

## Accueil
Le film sort le 11 mars 2020, et reste 2 jours au cinéma à cause du premier confinement dû la pandémie de Covid 19[réf. nécessaire]. Après une sortie en vidéo à la demande[Quand ?], le film ressort au cinéma en juillet 2020[réf. nécessaire]. Il est diffusé sur TIPIK, la même année[réf. nécessaire][Quand ?].

## Distinctions
- Festival international de la comédie de Dublin 2020 : meilleure réalisation pour un long métrage[réf. nécessaire]